# Joseph Berger
Joseph Berger (Chaumont-Gistoux, 23 april 1858 - Genepiën, 8 juli 1924) was een Belgisch senator en burgemeester.

## Levensloop
Berger werd doctor in de rechten (ULB 1880) en werd notaris in Genepiën.
Hij begon zijn politieke loopbaan als gemeenteraadslid van Genepiën 5 mei 1889) en meteen ook als schepen (17 juni 1889). Enkele maanden later werd hij burgemeester (14 december 1889).
In 1910 werd hij voor de liberale partij tot provinciaal senator gekozen en bleef dit tot aan zijn dood uitoefenen.

## Publicatie
- La Bataille des Quatre Bras (juin 1815), Genappe, 1890.